# Felicity Galvez
Felicity Madeline Galvez, OAM, née le 4 mars 1985 à Melbourne en Australie, est une nageuse australienne spécialiste des épreuves de papillon.
Elle compte à son palmarès deux titres olympiques en relais et six titres mondiaux dont trois en individuel.

## Palmarès

### Jeux olympiques
| Épreuve / Édition         | Pékin 2008            |
| 4 × 100 mètres 4 nages    | Or 3 min 52 s 69 – RM |
| 4 × 200 mètres nage libre | Or 7 min 44 s 31 – RM |

### Championnats du monde

#### En grand bassin
| Épreuve / Édition         | Grand bassin     | Grand bassin          | Grand bassin         |
| Épreuve / Édition         | Montréal 2005    | Melbourne 2007        | Rome 2009            |
| 4 × 100 mètres 4 nages    | Or 3 min 57 s 47 | Or 3 min 55 s 74 – RM | -                    |
| 4 × 100 mètres nage libre | -                | -                     | Bronze 3 min 33 s 01 |

#### En petit bassin
| Épreuve / Édition      | Petit bassin          | Petit bassin         | Petit bassin         |
| Épreuve / Édition      | Indianapolis 2004     | Manchester 2008      | Dubaï 2010           |
| 50 m papillon          | -                     | Or 25 s 32 – RM      | Argent 24 s 90       |
| 100 m papillon         | -                     | Or 55 s 89 – RM      | Or 55 s 43           |
| 200 m papillon         | 5e 2 min 08 s 70      | Argent 2 min 04 s 90 | 6e 2 min 04 s 98     |
| 4 × 100 mètres 4 nages | Or 3 min 54 s 95 – RM | Argent 3 min 52 s 01 | Bronze 3 min 48 s 88 |

## Records

### Records personnels
Ces tableaux détaillent les records personnels de Felicity Galvez en grand bassin.
| Épreuve        | Temps        | Compétition                   | Lieu                | Date       |
| 50 m papillon  | 26 s 24      | Championnats d'Australie 2009 | Sydney, Australie   | 17/03/2009 |
| 100 m papillon | 57 s 60      | Mare Nostrum                  | Barcelone, Espagne  | 10/07/2008 |
| 200 m papillon | 2 min 7 s 66 | Mare Nostrum                  | Monte-Carlo, Monaco | 08/07/2008 |

| Épreuve        | Temps        | Compétition                                            | Lieu                       | Date       |
| 50 m papillon  | 25 s 25      | Coupe du monde de natation 2009                        | Berlin, Allemagne          | 15/11/2009 |
| 100 m papillon | 55 s 43      | Championnats du monde de natation en petit bassin 2010 | Dubaï, Émirats arabes unis | 19/12/2010 |
| 200 m papillon | 2 min 3 s 91 | Coupe du monde de natation 2009                        | Stockholm, Suède           | 11/11/2009 |